# Ella Mai
Ella Mai Howell (Londres, 3 de novembro de 1994) é uma cantora e compositora inglesa. Em 2014, assinou um contrato com a 10 Summers Records, gravadora de DJ Mustard. Seu álbum homônimo de estreia foi lançado em outubro de 2018, contando com a canção "Boo'd Up e "Trip", ambas lançadas em 20 de fevereiro de 2018 e 3 d agosto de 2018, respectivamente. Como reconhecimento, "Boo'd Up" foi nomeada duas vezes para o Grammy Awards de 2019, nas categorias de Song of the Year e Best R&B Song. Além disso, Ella Mai foi nomeada para o Brit Awards como Artista Revelação Britânico.

## Biografia
Ella nasceu em 3 de novembro de 1994, filha de mãe jamaicana e pai irlandês, em Londres. De acordo com a cantora, sua mãe, uma amante de música jazz, nomeou-lhe como homenagem a Ella Fitzgerald. Mai mudou-se de Londres para Nova Iorque aos 12 anos, antes de retornar à Inglaterra para estudar na Queens High School of Teaching, Liberal Arts, & The Sciences.

## Discografia

### Álbuns de estúdio
| Álbum    | Detalhes do Álbum                                                                                                 | Melhores posições | Melhores posições | Melhores posições | Melhores posições | Melhores posições | Melhores posições | Vendas        | Certificações                                           |
| Álbum    | Detalhes do Álbum                                                                                                 | US                | AUS               | CAN               | IRE               | NLZ               | RU                | Vendas        | Certificações                                           |
| -------- | --- | ----------------- | ----------------- | ----------------- | ----------------- | ----------------- | ----------------- | ------------- | ------------------------------------------------------- |
| Ella Mai | - Lançamento: 12 de outubro de 2018 - Formato(s): CD, LP, digital download - Gravadora(s): Interscope, 10 Summers | 5                 | 19                | 16                | 55                | 7                 | 18                | - : 2,000,000 | - RIAA: 2× Platina - BPI: Prata - MC: Ouro - RMNZ: Ouro |

### Singles
| Ano  | Título                          | Melhor posição | Melhor posição | Melhor posição | Melhor posição | Melhor posição | Melhor posição | Certificações                                                 | Álbum    |
| Ano  | Título                          | EUA            | NLZ            | IRE            | CAN            | AUS            | RU             | Certificações                                                 | Álbum    |
| ---- | ------------------------------- | -------------- | -------------- | -------------- | -------------- | -------------- | -------------- | ------------------------------------------------------------- | -------- |
| 2016 | "She Don't" (ft. Ty Dolla Sign) | —              | —              | —              | —              | —              | —              | - RIAA: Ouro                                                  | Time     |
| 2017 | "10,000 Hours"                  | —              | —              | —              | —              | —              | —              | - RIAA: Platina                                               | Change   |
| 2017 | "Lay Up"                        | —              | —              | —              | —              | —              | —              |                                                               | Change   |
| 2017 | "Naked"                         | —              | —              | —              | —              | —              | —              | - RIAA: 2× Platina                                            | Ella Mai |
| 2018 | "Boo'd Up"                      | 5              | 8              | 85             | 43             | 46             | 52             | - RIAA: 7× Platina - BPI: Prata - MC: 2× Platina - RMNZ: Ouro | Ella Mai |
| 2018 | "Trip"                          | 11             | 22             | —              | 78             | 77             | 47             | - RIAA: 5× Platina - BPI: Prata - MC: 2× Platina - RMNZ: Ouro | Ella Mai |
| 2019 | "Shot Clock"                    | 62             | —              | —              | —              | —              | —              | - RIAA: Platina                                               | Ella Mai |
| 2020 | "Not Another Love Song"         | 102            | —              | —              | —              | —              | —              | - RIAA: Ouro                                                  | —        |
| 2021 | "DFMU"                          | 102            | —              | —              | —              | —              | —              |                                                               | —        |